# Volvo Masters 1982 - Doppio
Il doppio del torneo di tennis Volvo Masters 1982, facente parte della categoria Grand Prix, ha avuto come vincitori Peter Fleming e John McEnroe che hanno battuto in finale 6–4, 6–3 Sherwood Stewart e Ferdi Taygan.

## Tabellone

### Legenda
| - Q = Qualificato - WC = Wild card - LL = Lucky loser | - ALT = Alternate - SE = Special Exempt - PR = Protected Ranking | - w/o = Walkover - r = Ritirato - d = Squalificato |

|  | Quarti di finale            | Quarti di finale            | Quarti di finale            | Quarti di finale | Quarti di finale |  |  | Semifinali                    | Semifinali                    | Semifinali                    | Semifinali                 | Semifinali                 |   |   | Finale                        | Finale                        | Finale                        | Finale | Finale |  |
|  |                             |                             |                             |                  |                  |  |  |                               |                               |                               |                            |                            |   |   |                               |                               |                               |        |        |  |
|  |                             |                             |                             |                  |                  |  |  | Sherwood Stewart Ferdi Taygan | Sherwood Stewart Ferdi Taygan | Sherwood Stewart Ferdi Taygan | 6                          | 6                          |   |   |                               |                               |                               |        |        |  |
|  | Victor Amaya Hank Pfister   | Victor Amaya Hank Pfister   | Victor Amaya Hank Pfister   | 7                | 7                |  |  | Victor Amaya Hank Pfister     | Victor Amaya Hank Pfister     | Victor Amaya Hank Pfister     | 2                          | 2                          |   |   |                               |                               |                               |        |        |  |
|  | Tom Gullikson Tim Gullikson | Tom Gullikson Tim Gullikson | Tom Gullikson Tim Gullikson | 6                | 6                |  |  |                               |                               |                               |                            |                            |   |   | Sherwood Stewart Ferdi Taygan | Sherwood Stewart Ferdi Taygan | Sherwood Stewart Ferdi Taygan | 5      | 3      |  |
|  | Pavel Složil Tomáš Šmíd     | Pavel Složil Tomáš Šmíd     | Pavel Složil Tomáš Šmíd     | 7                | 7                |  |  |                               |                               | Peter Fleming John McEnroe    | Peter Fleming John McEnroe | Peter Fleming John McEnroe | 7 | 6 |                               |                               |                               |        |        |  |
|  | Kevin Curren Steve Denton   | Kevin Curren Steve Denton   | Kevin Curren Steve Denton   | 6                | 6                |  |  | Pavel Složil Tomáš Šmíd       | Pavel Složil Tomáš Šmíd       | Pavel Složil Tomáš Šmíd       | 3                          | 4                          |   |   |                               |                               |                               |        |        |  |
|  |                             |                             |                             |                  |                  |  |  | Peter Fleming John McEnroe    | Peter Fleming John McEnroe    | Peter Fleming John McEnroe    | 6                          | 6                          |   |   |                               |                               |                               |        |        |  |